# Masaaki Sakai
Masaaki Sakai (堺 正章, Sakai Masaaki, né le 6 août 1946 sous le nom Masaaki Kurihara (栗原 正章, Kurihara Masaaki)) est un acteur japonais populaire de Tokyo. Il est surtout connu pour avoir été la star de la série télévisée Monkey.

## Biographie
Masaaki Sakai est le fils de Shunji Sakai, un célèbre comédien japonais, et s'est d'abord fait connaître comme leader du groupe The Spiders, représentatif du Group Sounds. Ce groupe, formé en 1962, était populaire dans les années 60 ; ils ont fait plusieurs tubes et ont joué dans treize comédies destinées à exposer les chansons du groupe.
Il a joué le rôle principal de Son Goku dans le programme télévisé japonais des années 1970 Saiyūki (lit. "La Pérégrination vers l'Ouest"). Ce rôle lui a apporté de la notoriété dans les pays anglo-saxons au début des années 1980, lorsque la série a été doublée par la BBC et rebaptisée Monkey (parfois également appelée Monkey Magic, du fait de sa chanson-titre). Grâce à sa célébrité liée au rôle du personnage mythique Son Goku, Sakai a créé une danse appelée « The Monkey », qui a été un phénomène au Japon. Sakai a connu une carrière solo assez réussie après la séparation des Spiders, et a continué à jouer dans des films et à la télévision.
En 1999, il a formé le groupe Sans Filtre avec deux anciens membres des Spiders, Hiroshi "Monsieur" Kamayatsu et Takayuki Inoue. Ils ont publié leur premier album, Yei Yei, en 2000.
Sakai est un amateur d'automobiles et a régulièrement participé à la course des Mille Miglia en Italie avec sa femme comme copilote. Il a remporté une course japonaise le 28 octobre 2000 en conduisant une Cisitalia 202 MM  de 1947 avec Takayuki Inoue comme copilote. Pour des raisons professionnelles, il a dû abandonner la course en 2002 et a offert sa voiture de course Alfa Romeo à Masahiko Kondō, un autre chanteur et amateur de courses. Sakai est aussi archer amateur.
Sakai s'est marié et a divorcé deux fois, et a deux filles. Il soutient activement la lutte contre le SIDA. Son surnom dans le show-business est « Machaaki ».

## Filmographie

### Cinéma
- 2024 : Yūrei d'Eric Khoo

### Séries télévisées
- 1978-1980 : Monkey (en)
- Depuis 1994 : Chubaw Desu yo![2]
- 1996-2007 : Hakkutsu! Aruaru Daijiten
- ? : Shinano no Columbo